# Comune di Lunderskov
Il comune di Lunderskov fino al 1º gennaio 2007 è stato un comune danese situato nella Contea di Vejle, il comune aveva una popolazione di 5 574 abitanti (2006) e una superficie di 96 km². Capoluogo era la cittadina di omonima.
Dal 1º gennaio 2007, con l'entrata in vigore della riforma amministrativa, il comune è stato soppresso e accorpato, insieme al vecchio comune di Kolding, a quello di Vamdrup e ad una parte del comune di Christiansfeld, per costituire il riformato comune di Kolding compreso nella regione della Danimarca Meridionale.